# Исландска крона
Вижте пояснителната страница за други значения на крона.
Исландската крона е валутата на Исландия. Емитент е Централната банка на Исландия (Seddlabanki Islands). Исландия е втората най-малка държава по население, след Сейшелските острови, която има своя валутна и парична политика
Кроната се дели на 100 ейре (eyrir, мн. ч. aurar), но от 1 октомври 2003 г. всички монети с номинал под 1 крона са изведени от обращение. Банкноти с номинал 10, 50 и 100 крони повече не се пускат.